# Ruellia aspera
Ruellia aspera är en akantusväxtart som först beskrevs av C. B. Cl., och fick sitt nu gällande namn av Henry Phillips. Ruellia aspera ingår i släktet Ruellia och familjen akantusväxter. Inga underarter finns listade i Catalogue of Life.